# CE L’Hospitalet
A CE L'Hospitalet, teljes nevén Centre d'Esports L'Hopsitalet egy katalán labdarúgócsapat. A klubot 1957-ben alapították, jelenleg a harmadosztályban szerepel.

## Statisztika
| Szezon      | Osztály    | Poz. | Copa del Rey |
| ----------- | ---------- | ---- | ------------ |
| 1957/58     | 3ª         | 15.  |              |
| 1958/59     | 3ª         | 4.   |              |
| 1959/60     | 3ª         | 1.   |              |
| 1960/61     | 3ª         | 2.   |              |
| 1961/62     | 3ª         | 5.   |              |
| 1962/63     | 3ª         | 2.   |              |
| 1963/64     | 2ª         | 13.  |              |
| 1964/65     | 2ª         | 11.  |              |
| 1965/66     | 2ª         | 15.  |              |
| 1966/67     | 3ª         | 19.  |              |
| 1967-68-tól | Regionális | —    |              |
| 1976-77-ig  | Regionális | —    |              |
| 1977/78     | 3ª         | 10.  |              |
| 1978/79     | 3ª         | 20.  |              |
| 1980/81     | 3ª         | 8.   |              |
| 1981/82     | 3ª         | 1.   |              |

| Szezon  | Osztály | Poz. | Copa del Rey |
| ------- | ------- | ---- | ------------ |
| 1982/83 | 2ªB     | 14.  |              |
| 1983/84 | 2ªB     | 16.  |              |
| 1984/85 | 2ªB     | 12.  |              |
| 1985/86 | 2ªB     | 10.  |              |
| 1986/87 | 3ª      | 5.   |              |
| 1987/88 | 2ªB     | 5.   |              |
| 1988/89 | 2ªB     | 10.  |              |
| 1989/90 | 2ªB     | 9.   |              |
| 1990/91 | 2ªB     | 6.   |              |
| 1991/92 | 2ªB     | 5.   |              |
| 1992/93 | 2ªB     | 7.   |              |
| 1993/94 | 2ªB     | 6.   |              |
| 1994/95 | 2ªB     | 12.  |              |
| 1995/96 | 2ªB     | 13.  |              |
| 1996/97 | 2ªB     | 7.   |              |
| 1997/98 | 2ªB     | 12.  |              |

| Szezon  | Osztály | Poz. | Copa del Rey |
| ------- | ------- | ---- | ------------ |
| 1998/99 | 2ªB     | 12.  |              |
| 1999/00 | 2ªB     | 10.  |              |
| 2000/01 | 2ªB     | 6.   |              |
| 2001/02 | 2ªB     | 4.   |              |
| 2002/03 | 2ªB     | 19.  |              |
| 2003/04 | 3ª      | 3.   |              |
| 2004/05 | 3ª      | 1.   |              |
| 2005/06 | 2ªB     | 12.  | 4. kör       |
| 2006/07 | 2ªB     | 4.   |              |
| 2007/08 | 2ªB     | 19.  | 2. kör       |
| 2008/09 | 3ª      | 3.   |              |
| 2009/10 | 3ª      | 1.   |              |
| 2010/11 | 2ªB     | 6.   | 2. kör       |
| 2011/12 | 2ªB     | —    |              |

## Jelenlegi keret
| # |     | Poszt | Név            |
| - | --- | ----- | -------------- |
|   | ESP | K     | Craviotto      |
|   | ESP | K     | Planchería     |
|   | ESP | V     | Barón          |
|   | ESP | V     | Dani Morales   |
|   | ESP | V     | David Ceballos |
|   | ESP | V     | Iván Hammouch  |
|   | ESP | V     | Lucas Viale    |
|   | ESP | V     | Óscar Álvarez  |
|   | ARG | V     | Viale          |
|   | ESP | V     | Víctor         |
|   | ESP | KP    | Alfonso        |
|   | ESP | KP    | Cárcel         |

| # |     | Poszt | Név            |
| - | --- | ----- | -------------- |
|   | ESP | KP    | Cristian Gómez |
|   | ESP | KP    | Lobato         |
|   | ESP | KP    | Manel          |
|   | ESP | KP    | Marcos Guill   |
|   | ESP | KP    | Pitu           |
|   | ESP | KP    | Rubén García   |
|   | ESP | KP    | Toni Velamazán |
|   | ESP | CS    | Cirio          |
|   | ESP | CS    | Corominas      |
|   | ESP | CS    | Eloi           |
|   | ESP | CS    | Jordi Martínez |
|   | EQG | CS    | Iván Salvador  |

## Ismertebb játékosok
| - Nicolás Chietino - Felipe Mesones - Juan Manuel Buzzi - Thomas Nkono - Jaime Ramírez - Thaer Bawab - Vemund Brekke - Sergio - Keko - Felipe Sanchón | - Eduardo Pérez - Iñaki Casado - David Giménez - Javier Oliva - Alberto Monteagudo - Dani Borreguero - David Ávila - Mario Bermejo - Oriol - Toni Velamazán |

## Külső hivatkozások
- Hivatalos weboldal (spanyolul)
- Futbolme (spanyolul)
- Blog (spanyolul)